# Abbazia di Santa Maria di Cadossa
L'Abbazia di Santa Maria di Cadossa è un complesso monastico benedettino situato a Montesano sulla Marcellana di origine medievale. Venne definitivamente soppressa nel 1866. Fu il luogo dove San Cono da Teggiano trascorse la sua vita come monaco.

## Storia
Secondo alcune fonti l'abbazia nel 1086 divenne un possedimento della Badia di Cava de' Tirreni, ma recenti studi affermano che il monastero non fu donato all'abate cavense Pietro Pappacarbone. Nei primi anni essa era soggetta all'autorità della Badia di Venosa. Al territorio dell'abbazia appartenevano il Casale di Cadossa, i cui abitanti erano soggetti alla diretta autorità dell'abate e Casalnuovo (Casalbuono), dove l'abate esercitava il proprio potere sui vassalli locali. Nel 1272 il monastero subì l'occupazione di Onorato Fornerio, signore locale, che ne rivendicò i territori, e i monaci si affidarono a Carlo I d’Angiò che ripristinò la proprietà. Fu attorno alla fine del XII secolo che l'abate Costa accolse nel monastero Cono da Diano, che si avviava al noviziato: secondo la tradizione San Cono si rifugiò nel forno del monastero, per nascondersi dai propri genitori che volevano riportarlo a casa, ma nonostante il fuoco acceso, rimase illeso. Il 27 settembre 1261, alla morte, il corpo venne traslato dall'abbazia alla città natale con un carro trainato da buoi.
Dal 1294 al 1306 l'abbazia passò sotto il controllo dell'Ordine dei cavalieri di Malta. Alla struttura venne annesso anche un ospedale che rimase distrutto in un terremoto del 1688. Attorno al 1436 il monastero venne convertito a commenda, restando sotto il controllo di abati commendatari, che non vi risiedevano. L'ultimo commendatario fu Giovanni di Gesualdo, nobile napoletano, che accolse la proposta di cessione del priore della Certosa di San Lorenzo, nella vicina Padula, che ne ottenne il controllo con la bolla papale di Leone X del 17 novembre 1514: il monastero fu definitivamente convertito in grancia, nel 1519. I certosini fecero rinnovare l'edificio, in grande degrado, facendo costruire una nuova chiesa nel 1578, e adibendo quella vecchia ad alloggio.
L'abbazia fu soppressa per la prima volta durante la dominazione napoleonica, ma fu riaperta e ripristinata nel 1818. Fu definitivamente soppressa nel 1866, e acquistata dalla famiglia Gerbasio, che ne fece una tenuta.

## Cronologia parziale degli abati
- Costa (fine XII secolo)
- Mattia da Montecorvino (1306 - 1321)
- Guglielmo da Diano (1321 - 1324)
- Nicola della Penta (1324- ?)
- Tommaso (? - ?)
- Ruggero (1361)

### Abati commendatari
- Giacomo (1436 circa -1439/40)
- Carletto, arcidiacono di Sorrento (1440-?)
- Lorenzo Cichi di Buccino (1460-?)
- Giovanni Paolo Vassalli (1463-1469)
- Oliviero Carafa (1469 - 1499)
- Bernardo Brancaccio (1500 - ?)
- Giovanni di Gesualdo (? - 1519)
  - Sedes nullius e annessione alla Certosa di Padula